# 현 (성씨)
현(玄)씨는 한국의 성씨이다. 2015년 대한민국 통계청 인구 조사에서 88,824명으로 조사되어 한국 성씨 인구 57위이다. 본관은 연주(延州) 단본이다.

## 연주 현씨
연주 현씨(延州 玄氏)의 시조 현담윤(玄覃胤)은 고려 의종(毅宗) 때 도령중랑장(都領中郞將)이 되었고, 명종(明宗) 때 조위총(趙位寵)의 난을 평정하여 대장군과 문하시랑평장사(門下侍郞平章事)를 지내고 연산군(延山君)에 봉해졌다. 연주(延州)는 평안북도 영변군의 고려시대 지명이다.
본래 현담윤은 평안도 연주의 토착 세력으로 큰 세력을 이루고 있었던 것으로 보이는데 이를 계기로 중앙관직에 진출하게 되었다고 추측된다. 그 이후 현씨가 크게 성장하는 것은 현담윤의 세 아들이 중앙정부에 진출하면서부터이다.
장남 현덕수(玄德秀)는 1174년(명종 4)에 서경(西京)에서 조위총(趙位寵)의 난 때 연주도령(延州都領)인 아버지와 함께 내시지후(內侍祗候)가 되었고 이후 안남도호부부사(安南都護府副使), 도관낭중(都官郎中), 병부낭중(兵部郎中), 사재소경(司宰少卿), 전중소감(殿中少監)을 거쳐 병부상서(兵部尙書)에 이르렀다.
차남 현이후(玄利厚)는 경상도안렴사(慶尙道按廉使)를 지내고 광성군(廣城君)에 봉해졌다.
삼남 현덕유(玄德裕)는 1186년(명종 16) 문과에 급제한 후 이부(吏部)와 예부(禮部)의 시랑(侍郞)을 거쳐 서경유수(西京留守)로 나갔다가 금자광록대부(金紫光祿大夫)로 참지정사(參知政事)를 지낸 후 대사공(大司空)에 이르러 회원군(檜原君)에 봉해졌다. 9세손 현석규(玄錫圭)가 1478년(성종 9년) 평안도관찰사로 나아가 선정을 베풀었고, 1480년 건주위(建州衛) 정벌에 공을 세워 우참찬(右參贊)에 올랐다.
조선 인조 시기 야사집인 청학집에 인용된 조선 명종 때 녹두처사라는 인물이 저술한 삼한습유기라는 문헌에는 조선의 현씨(玄氏)가 우씨(于氏)와 함께 고구려로 망명했던 우산국의 왕자 하발(賀拔)의 후손이라고 한다.

## 인물
소설가 현진건, 음악가 현제명, 국무총리 현승종, 부총리 겸 기획재정부 장관 현오석, 현대상선 회장 현영원, 현대그룹 회장 현정은, 동양그룹 회장 현재현, 한국마사회 회장 현명관, 국회의원 현경대, 현홍주, 현경자, 현기환, 현애자, 현경병, KAIST 교수 현용진, 서울대학교 교수 현택환,탁구 감독 현정화, 농구 감독 현주엽, 야구 선수 현재윤, 걸그룹 오마이걸 승희(본명 현승희),메가스터디 수학영역 대표강사 현우진 등이 있다.

## 같이 보기
- 연주 현씨
- 한국의 성씨 목록
- 대한민국의 인구순 성씨 목록